# アスファルトフィニッシャ

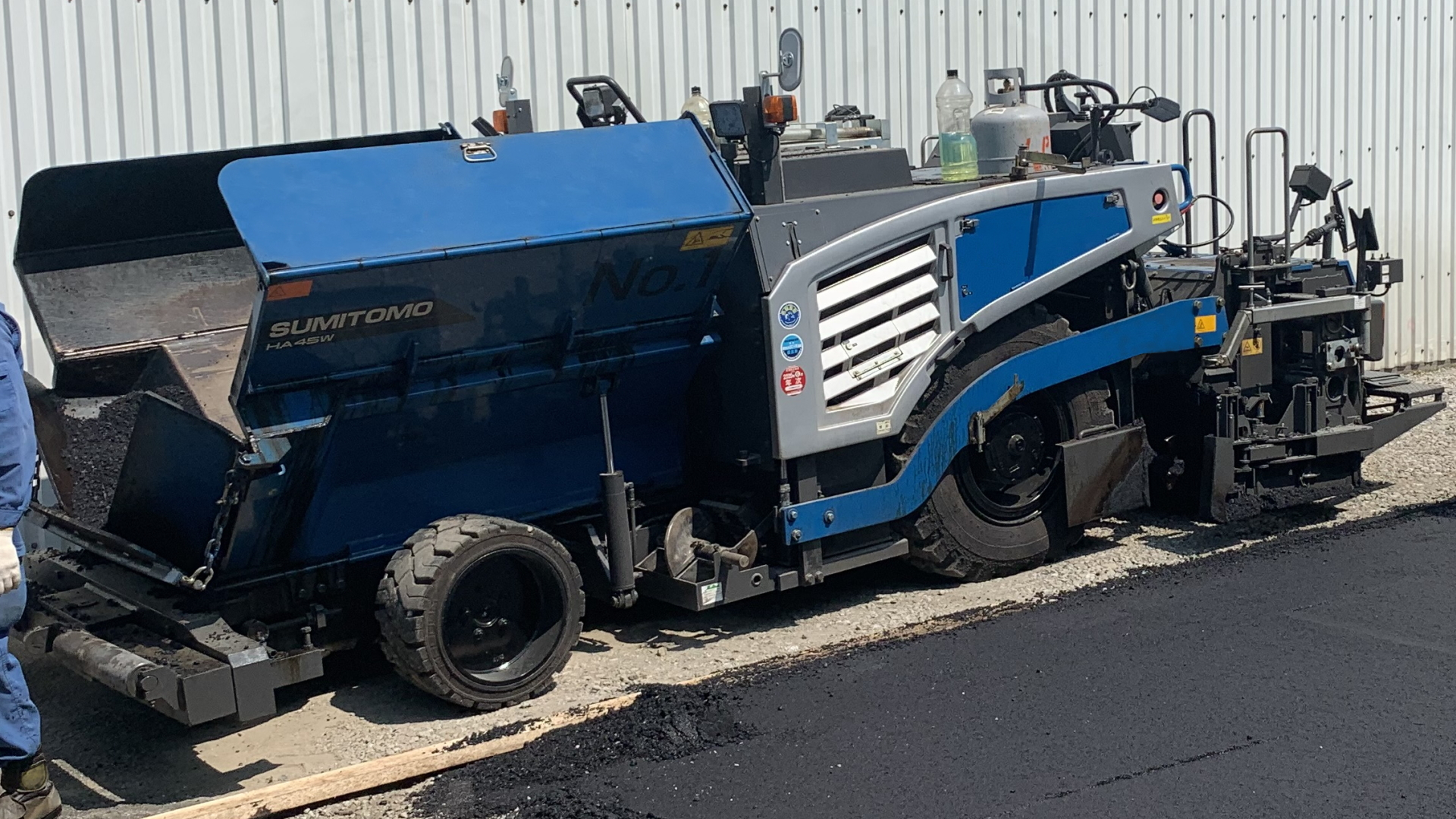
アスファルトフィニッシャー（ホイールタイプ）

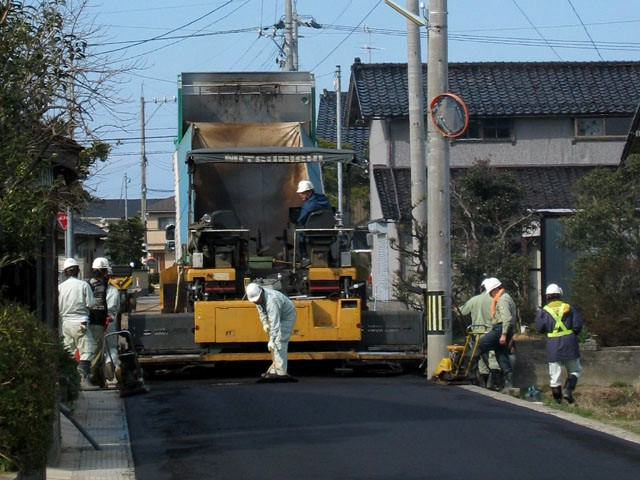
アスファルトフィニッシャーを使った舗装作業

アスファルトフィニッシャー（asphalt finisher）は、道路等のアスファルト舗装のために使われる建設機械。ディーゼルエンジン等の原動機を有し自走する。

## 概要
その構造はアスファルト合材を積み込むホッパー、原動機、走行装置を有するトラクタ部分とアスファルトを敷均すスクリードからなる。
スクリード部には、合材を広げるためのスクリューコンベアや合材を加熱するための加熱装置、合材を突き固めるためのバイブレータやタンパが装備される。また、中小型のアスファルトフィニッシャはスクリードが油圧式の収縮機構を内蔵しており、トラクタ部から送られる油圧力により幅を変更することが可能である。この収縮機構により輸送時にはスクリードがトラクタ部の幅と同等まで縮まり、作業時には必要な舗装幅まで広げることが出来る。
トラクタ部は原動機からの動力を油圧ポンプに供給し、走行用のモータや作業装置に圧力を供給する。走行装置にはゴムタイヤを用いるホイールタイプと履帯を用いるクローラタイプがある。ホイールタイプは大型特殊自動車としてナンバーを取得（0ナンバー）し道路を走行することが出来る（運転には大型特殊免許が必要）。
搭載するスクリードにより舗装可能な幅によってクラス分けされる。中大型の車両では、運転者とスクリードの操作をするスクリードマンの2名で施工を行う。日本では6m以下のスクリード幅の物が一般的であるが、海外では9m、12mと言った大型の車両も多く使用されている。大型の車両では、スクリードが収縮機構を備えず、ユニットの着脱により幅を変更する場合が多い。

## 作業の流れ
プラントから現場に輸送されたアスファルト合材を積んだダンプトラックなどをアスファルトフィニッシャーで押しながら、車両の前方にあるホッパーに貯め、ホッパー底部にあるコンベヤーで後方のスクリードの手前に送り出す。そこでスクリューによって合材を左右に広げ、舗装幅に広げたスクリードによって敷き均す。敷均す際、スクリード底板はガスバーナーなどで一定以上の温度に加熱しておく。
又、スクリードの角度を変化させてアスファルトの量を増減させて敷き均す厚みを変えたりする。

## 製造・販売会社
日本メーカー
- 住友建機
- 範多機械

日本に輸入されている海外メーカー
- フェーゲル　現在輸入されている中ではトップクラスの導入台数を誇る。
- VOLVO　　INGERSOLL-RANDグループのABGを買収し、VOLVOブランドに。
- DEMAG

過去に日本国内で製造もしくは販売していた会社
- 加藤製作所　自社技術で開発していた。
- キャタピラージャパン:日本国内は三菱ブランドのモデルを扱っており、キャタピラーブランドのモデルは日本では販売されなかった。
- コマツ　BLAW-KNOX社と技術提携。
- 新潟鐵工所　会社が倒産するまで製造。
- 東京工機
- 豊田自動織機 BARBER-GREENE社と技術提携。
- 石川島建機（現在のKATO HICOM）一時期、BLAW-KNOX社のモデルを販売していた。
- 川崎重工業　一時期販売していた。
- 酒井重工業　自社設計で小型モデルを製造、販売していた。
- PUCKETT
- ダイナパック